# سیارک ۱۹۴۳۴
سیارک ۱۹۴۳۴ (به انگلیسی: 19434 Bahuffman، نامگذاری:1998FD75) نوزده هزار و چهارصد و سی و چهارمین سیارک کشف شده‌است که در ۲۴ مارس ۱۹۹۸ کشف شد.
قدر مطلق سیارک برابر ۱۰٫۷ است.